# Flavio Martini
Flavio Martini (nascido em 13 de janeiro de 1945) é um ex-ciclista italiano, profissional de 1969 a 1971.
O primeiro sucesso na carreira de Martini foi em 1967 quando, junto com Lorenzo Bosisio, Benito Pigato e Vittorio Marcelli, conquistou uma medalha de bronze no contrarrelógio por equipes no campeonato mundial, realizado na cidade de Heerlen, nos Países Baixos.
Nos Jogos Olímpicos da Cidade do México 1968, ele competiu na prova de estrada individual e terminou na trigésima primeira posição.